# Space Goofs - Vicini, troppo vicini!
Space Goofs - Vicini, troppo vicini! è una serie televisiva animata prodotta dallo studio francese Gaumont Animation e Xilam per un totale di 104 puntate, della durata di 10 minuti ciascuna. In Italia le puntate sono state trasmesse a coppie, per un totale di 52 episodi, da 20 minuti ciascuna. La prima stagione venne trasmessa su Italia 1, da sabato 22 maggio 1999 con 27 episodi, mentre la seconda stagione è andata in onda sempre su Italia 1 dal 20 aprile 2008 con i restanti 27 episodi. Dal 17 giugno 2014 la serie è tornata in onda sul canale K2 con un nuovo doppiaggio, precedentemente uscito in VHS nel 2003, nel quale i personaggi mantengono i loro nomi originali. La seconda stagione è stata replicata sempre su K2 dal 18 agosto 2014 con il primo doppiaggio italiano.
La sigla originale è il brano Monster Men di Iggy Pop, mentre la sigla italiana, con testo di Alessandra Valeri Manera e musica di Silvio Amato, è cantata da Cristina D'Avena.

## Trama
Cinque alieni simpatici e pasticcioni, Etno, Gorgeous, Stereo, Candy e Bud (nel primo doppiaggio italiano Vulcano, Panzerotto, Acciugo Paciugo e Squizzo) sono naufragati sulla Terra e vivono in una casa isolata, in completo anonimato. Quasi sempre degli umani cercano di impossessarsi della loro abitazione: arrivano come nuovi inquilini. Gli alieni allora usano il "trasformatutto" (SMTV) per modificare il loro aspetto e per confondersi con gli esseri umani.
Vogliono inoltre trovare un modo per tornare a casa sul pianeta Zigma B, ma non ci riescono mai. Per togliersi dai guai, devono affrontare molte prove. La storia continua negli episodi della seconda stagione, dove tuttavia sono presenti solo il capo Etno, Gorgeous, Candy e Bud mentre Stereo scompare perché è l'unico ad essere riuscito a tornare a casa su Zigma B e ritorna solo negli episodi Una squadra di alieni e UFO.
Nonostante i numerosi sforzi, il gruppo di alieni non riuscirà mai a lasciare la Terra.

## Personaggi
- Etno Polino (Vulcano nel primo doppiaggio italiano): è un alieno di colore viola che cerca di costruire un'astronave per tornare a casa sul pianeta Zigma B. Tuttavia quelle da lui costruite esplodono sempre, prima o dopo l'avvio del motore. È di fatto il responsabile di tutti i guai del gruppo. Non ha buoni rapporti con Gorgious e Candy, è un tipo severo, ma vuole molto bene a Bud.
- Gorgious Klatoo (Panzerotto nel primo doppiaggio italiano): è un alieno di colore azzurro, grasso, provvisto di un dente sporgente, irritabile e goloso. Il suo hobby è quello di mangiare. Dorme nel frigo o in una vasca da bagno, non ha buoni rapporti con Etno e Candy ed è il migliore amico di Bud, a volte è presuntuoso.
- Candy Caramella (Acciugo Pacciugo nel primo doppiaggio italiano): è un alieno di colore verde di circa 310 anni provvisto di una fronte rugosa; indossa un grembiule a pois di polka e la sua principale occupazione è la pulizia della casa. Ha un carattere lunatico; è l'unico del gruppo che, quando si trasforma in umano, diventa sempre una donna. Non ha buoni rapporti con Etno e Gorgeous, ma vuole molto bene a Bud.
- Bud Budiviotich (Squizzo nel primo doppiaggio italiano): è un alieno di colore arancione, ha solo tre capelli in testa, occhi molto grandi ed un collo lunghissimo come quello di una giraffa. Passa la maggior parte del tempo a guardare alla TV il suo programma preferito Un nuovo caso per il dottor Derickson e gli piacciono le bibite gassate. Vuole bene a tutti gli alieni, in particolare a Gorgeous, il suo migliore amico. A volte si dispera perché nessuno lo capisce.
- Stereo Monovici : è un alieno di colore rosso dotato di due teste. È il topo di biblioteca dei cinque alieni, ed è una specie di enciclopedia vivente: infatti, Stereo, con due cervelli, ha un'incredibile capacità di memoria e ha buoni rapporti con tutti gli alieni e ogni tanto le due teste litigano. Stereo è stato rimosso dalla seconda stagione, nella quale tuttavia compare in due episodi (Una squadra di alieni e U.F.O.).

## Doppiaggio
La serie ebbe due doppiaggi: il primo fu realizzato a Cologno Monzese con i nomi dei protagonisti adattati in italiano, mentre il secondo a Roma dove i nomi restano originali. Soltanto la prima stagione è stata ridoppiata, perciò la seconda è sempre stata replicata con il primo doppiaggio.
Nella versione originale in francese tutti i personaggi hanno cambiato doppiatore dalla prima alla seconda stagione, ad eccezione di Gorgious.
| Personaggio     | Nome originale | Doppiatori e 🇺🇸                                                                | Doppiatori e 🇺🇸                                                                | Doppiatore                                     | Doppiatore         |
| Personaggio     | Nome originale | Prima stagione                                                                 | Seconda stagione                                                               | Doppiaggio Italia 1                            | Ridoppiaggio st. 1 |
| --------------- | -------------- | ------------------------------------------------------------------------------ | ------------------------------------------------------------------------------ | ---------------------------------------------- | ------------------ |
| Vulcano         | Etno           | Peter Hudson 🇫🇷 Maurice LaMarche 🇺🇸                                            | Bernard Alane 🇫🇷 Maurice LaMarche 🇺🇸                                           | Riccardo Lombardo (st. 1) Paolo Sesana (st. 2) | Oliviero Dinelli   |
| Panzerotto      | Gorgious       | Patrick Préjean 🇫🇷 Danny Mann 🇺🇸 Michael Sicoly 🇺🇸 (primi episodi della serie) | Patrick Préjean 🇫🇷 Danny Mann 🇺🇸 Michael Sicoly 🇺🇸 (primi episodi della serie) | Pietro Ubaldi                                  | Franco Mannella    |
| Acciugo Paciugo | Candy          | Éric Le Roch 🇫🇷 Charlie Adler 🇺🇸                                               | Éric Métayer 🇫🇷 Charlie Adler 🇫🇷 Jim Gomez 🇺🇸                                  | Gianluca Iacono                                | Massimiliano Alto  |
| Squizzo         | Bud            | Marc Bretonnière 🇫🇷 Jeff Bennett 🇺🇸                                            | Éric Métayer 🇫🇷 Charlie Adler 🇫🇷 Jim Gomez 🇺🇸                                  | Diego Sabre                                    | Luigi Ferraro      |
| Stereo 1        | Stéréo 1       | Antoine Tomé 🇫🇷 Jeff Bennett 🇺🇸                                                | Patrick Guillemin Danny Mann 🇺🇸                                                | Simone D'Andrea                                | Enrico Di Troia    |
| Stereo 2        | Stéréo 2       | Antoine Tomé 🇫🇷 Jeff Bennett 🇺🇸                                                | Patrick Guillemin Danny Mann 🇺🇸                                                | Francesco Orlando                              | Riccardo Scarafoni |

## Episodi
| Stagione         | Episodi | Prima TV Francia | Prima TV Italia |
| ---------------- | ------- | ---------------- | --------------- |
| Prima stagione   | 54      | 1997-2000        | 1999-2000       |
| Seconda stagione | 54      | 2005-2006        | 2008-2009       |

## Edizioni home video
In Italia la serie è uscita dal 2003 anche in VHS, distribuita dalla Mondo Home Entertainment.

## Distribuzione nel mondo
- Brasile: Space Goofs
- Estonia: Kosmosetobud
- Francia: Les zinzins de l'espace
- Germania: Ein Heim für Aliens
- Grecia: Space Goofs
- Italia: Space goofs - Vicini, troppo vicini!
- Lituania: Kosmoso Padauzos
- Regno Unito: Home to Rent
- Stati Uniti: Space Goofs
- Vietnam: Nhóm Bạn Nhí Nhố

## Altri media
Dalla serie è stata tratta una collana a fumetti, un videogioco d'azione intitolato Stupid Invaders (pubblicato su Microsoft Windows, Mac OS e Sega Dreamcast) uscito in Francia nel 2000 mentre negli stati Uniti d'America nel 2001 e un'applicazione su Facebook pubblicata dalla Xilam nel 2012 con il nome di Space Goofs: Panique au Grenier .